# Homocistinúria
Homocistinúria, também chamada de Deficiência de Cistationina beta-sintase (CBS), é uma doença genética do metabolismo do aminoácido metionina, com frequente envolvimento da enzima cistationina beta-sintase, e pode ser detectada no teste do pezinho. A CBS catalisa a conversão de homocisteína em cistationina, que então é convertida em cisteína. Homocisteina e metionina se acumulam. Os sinais e sintomas da homocistinúria incluem alta estatura, deficiência intelectual, cifose, cristalino ectópico e aterosclerose.
Homocistinúria foi relacionada a maiores riscos de AVC, doença arterial periférica e doença coronariana.
A deficiência de CBS pode ser tratada com dieta pobre em metionina e rica em cisteína. Pode ser feita suplementação com vitamina B6 e ácido fólico.
Causas não genéticas:
- 1)Insuficiência renal crônica ou enfermidade hepática.
- 2)Hipotireoidismo e neoplasias.
- 3)tabagismo.

Diagnóstico: níveis elevados de metionina e homocisteína.
Quadro clínico: Luxação de cristalino em 97% dos pacientes, miopia, osteoporose, escoliose, retardo mental, distúrbios do comportamento e fenômenos tromboembólicos. 
Tratamento: Suplementação vitamínica e tratamento dietético.
1)     Gene(s) afetado(s) e a função deles
A homocistinúria é uma doença genética com padrão de herança autossômico recessivo. Isso significa que, para a doença se desenvolver, a criança carrega as duas cópias alteradas do gene. Homocistinúria é um distúrbio do metabolismo de aminoácidos causado pela falta da enzima cistationina beta-sintase (CbS). A cistationina beta-sintase é uma enzima que converte homocisteína em cistationina na via de transulfuração do ciclo da metionina, utilizando piridoxal 5-fosfato como cofator. Os outros dois cofatores envolvidos na via de remetilação da metionina são a vitamina B12 e o ácido fólico. 
2)      Que tipo(s) de alteração(ões) genética(s) ocorrem?
As alterações nos genes envolvidos no seu metabolismo podem levar à acumulação de homocisteína, que é prejudicial ao organismo. A homocistinúria clássica devido à deficiência de CBS é a desordem congênita mais comum do metabolismo da metionina e afeta o gene da CBS que codifica a enzima cistationina beta-sintase. As alterações na SBC podem levar ao aumento da concentração de homocisteína nos fluidos corporais, conhecida como homocistinúria ou hiper-homocisteinemia, o que pode desencadear uma série de complicações vasculares e neurológicas que vão desde leves a graves, dependendo de quanta actividade enzimática é afectada.
3)     Como a alteração genética afeta a função da célula? Como esta causa a doença?
A homocistinúria ocorre quando os pais transmitem aos filhos os genes defeituosos que causam esse distúrbio. Esse distúrbio pode causar diversos sintomas, incluindo redução da visão, deficiência intelectual e anomalias esqueléticas. Homocistinúria devido à deficiência da enzima cistationina beta-sintase ou CBS é o erro mais comum do metabolismo de aminoácidos sulfurados. A redução da atividade de CBS leva a um aumento da homocisteína que afecta o crescimento e desenvolvimento e aumenta a susceptibilidade à aterosclerose e outras patologias.
- Existem testes genéticos disponíveis? Existem biomarcadores?

O diagnóstico de homocistinúria pode ser feito através de exames de sangue que medem a função enzimática no fígado e os níveis de metionina e homocisteína. Porém, o exame genético, que verifica alterações no gene CBS, responsável por produzir a enzima cistationina beta-sintase, é o método mais preciso para diagnosticar a doença. Além disso, o exame genético consegue detectar a doença mesmo se o bebê ainda não apresentar nenhum sintoma, permitindo o início dos tratamentos da maneira mais precoce possível e evitando as sequelas mais graves da condição .
Teste da Bochechinha: triagem neonatal genética
O Teste da Bochechinha é uma triagem neonatal genética que analisa o DNA do bebê em busca de mutações associadas a mais de 340 doenças genéticas tratáveis da primeira infância, incluindo a homocistinúria. O teste pode ser realizado desde o primeiro dia de vida do bebê até ele completar um ano de idade e a coleta do DNA, através da saliva, pode ser feita em casa, pelos próprios pais, com segurança e rapidez.
- Como o ambiente, alimentação, hábito de vida afeta a predisposição para a doença?

Entre as principais causas do acúmulo de metionina e de homocisteína estão dietas pobres em ácido fólico e vitamina B12 ou com ingestão exagerada de proteínas, sedentarismo e alterações genéticas nas enzimas envolvidas no metabolismo dos dois aminoácidos, como é o caso da homocistinúria, doença causada pela deficiência da enzima cistationina beta-sintetase (CBS). As pessoas afetadas pela homocistinúria podem apresentar diversos sintomas, como disfunção motora, osteoporose, deficit cognitivo e tromboembolismo. A doença é genética e não tem cura, mas seu tratamento pode ser feito a partir da suplementação de ácido fólico e de vitaminas B6 e B12 e da restrição de metionina na dieta.
Cirurgia
Quando se tem HCU, passar por uma cirurgia e receber anestesia geral podem ocasionar problemas. Altas concentrações de homocisteína podem aumentar os riscos de formação de coágulos sanguíneos (tromboembolismo). Para minimizar esses riscos, as concentrações de homocisteína devem estar controladas em níveis seguros antes de qualquer cirurgia, e deve-se seguir rigorosamente a dieta e o uso corretos dos medicamentos antes de qualquer cirurgia.2 As diretrizes também recomendam que outras medidas antitrombóticas padrão, como a prevenção da desidratação, o uso de meias elásticas e de sistemas de compressão das pernas, e a mobilização precoce, sejam usadas durante e após a cirurgia. A heparina (um anticoagulante) também pode ser usada para prevenir coágulos sanguíneos se houver impossibilidade de se mover após a cirurgia.2 O óxido nitroso, que é às vezes utilizado para sedar e relaxar as pessoas durante cirurgia e tratamento dentário, afeta a vitamina B12, elevando as concentrações de homocisteína e, em geral, deve ser evitado (converse com seu médico ou dentista sobre isso) .
Doença
Doenças menores, como resfriados ou gripes, podem fazer com que as concentrações de homocisteína aumentem. Isso não deve ser um problema se a doença for curta e os tratamentos para a homocistinúria não precisarem ser interrompidos. Quando as concentrações de homocisteína estiverem mais altas do que deveriam ao longo de semanas ou meses, complicações de saúde de longo prazo podem se tornar um problema, e pode ser necessário um acompanhamento nutricional mais frequente.2 Uma vez que a HCU aumenta o risco de coágulos sanguíneos, é importante ingerir líquidos com frequência para evitar desidratação quando estiver doente (por exemplo, em função de diarreia e vômitos) e não permanecer na cama (imobilizado) por muito tempo. 
Viagens
Não existem estudos publicados sobre as precauções a serem tomadas em viagens quando se tem HCU. Contudo, são recomendadas precauções padrão para minimizar o risco de coágulos sanguíneos: movimente-se o máximo possível enquanto estiver viajando (por exemplo, flexionando os músculos ou andando periodicamente pelo avião) e mantenha-se bem hidratado.2 Se você teve um coágulo sanguíneo ou encontra-se em alto risco de ter, seus médicos podem recomendar que você tome heparina preventivamente durante a viagem. Muitos médicos podem nunca ter entrado em contato com a HCU, por isso pode ser útil levar algumas informações que ajudem a explicar a condição rara quando você estiver viajando. Para períodos mais longos fora de casa, sua equipe de cuidados médicos poderá sugerir um médico local capaz de ajudar a supervisionar seus cuidados .
- Incidência na população e  mortalidade

De acordo com os dados recolhidos em países que efectuaram o rastreio de mais de 200.000 recém-nascidos, a atual taxa de detecção cumulativa da deficiência de CbS é de 1:344.000. Em diversas áreas específicas, a incidência referida é muito superior. A homocistinúria clássica é acompanhada por abundantes e variadas anomalias clínicas e patológicas, envolvendo fundamentalmente quatro órgãos ou sistemas: olho, esqueleto, sistema nervoso central e sistema vascular. Foi também descrito o envolvimento de outros órgãos incluindo o fígado, o cabelo e a pele .
A prevalência mundial de homocistinúria é estimada entre 1 caso por 200.000 habitantes e 1 caso por 350.000 habitantes. Contudo, é mais comum em Nova Gales do Sul, Austrália (1/60.000), Irlanda (1/65.000), Alemanha (1/17.800) e Qatar (1/1.800) .
- Terapias alternativas

A homocistinúria não tem cura, mas tem tratamentos que envolvem dietas especiais, com restrição de determinados alimentos e complementação de vitaminas. Alguns pacientes da doença podem ser beneficiados pela vitamina B6 (piridoxina) e pelo ácido fólico, enquanto outros podem apresentar melhora dos sintomas com suplementos de betaína, que ajudam a reduzir os níveis de homocisteína no sangue. Antes de iniciar qualquer tratamento, é importante sempre consultar um médico para que ele analise o caso individualmente e determine a melhor estratégia para o paciente .
1. ↑  «Homocistinúria Clássica»
2. ↑  «Homocistinúria clássica devido à deficiência de CBS»
3. ↑  «Homocistinúria»
4. 1 2 3  «Homocistinúria: conheça mais sobre essa doença genética rara»
5. ↑  «Mecanismos e efeitos de doenças relacionadas ao excesso de metionina e de homocisteína são temas de pesquisas»
6. 1 2  «HOMOCISTINÚRIA CLÁSSICA um distúrbio tratável» (PDF)
7. ↑  «HOMOCISTINÚRIA CLÁSSICA um distúrbio tratável» (PDF). HCU Network Australia (Rede de HCU da Austrália),. HOMOCISTINÚRIA CLÁSSICA um distúrbio tratável. Consultado em 20 de março de 2023
8. ↑  Dr Sufin, YAP. «Orphanet: Homocistinúria clássica». www.orpha.net. Consultado em 23 de abril de 2023
9. ↑  «tellmegen». tellmegen. Consultado em 23 de abril de 2023